# غرايم تومسون (سياسي)
غرايم تومسون (بالإنجليزية: Graeme Thomson)‏ هو سياسي بريطاني، ولد في 9 أغسطس 1875، وتوفي في 28 سبتمبر 1933 في اليمن. انتخب Governors of British Ceylon ‏ (11 أبريل 1931 – 20 سبتمبر 1933) وانتخب Governor of Nigeria ‏ (13 نوفمبر 1925 – 17 يونيو 1931) وانتخب List of governors of British Guiana ‏ (4 أبريل 1923 – 31 أغسطس 1925).